# Hermann Berckemeyer
Hermann Berckemeyer (* 28. Juli 1875; † 27. September 1950) war ein deutscher Unternehmer, der u. a. als Teilhaber der Firma Willich in Dortmund und deren Tochtergesellschaften tätig war.

## Leben

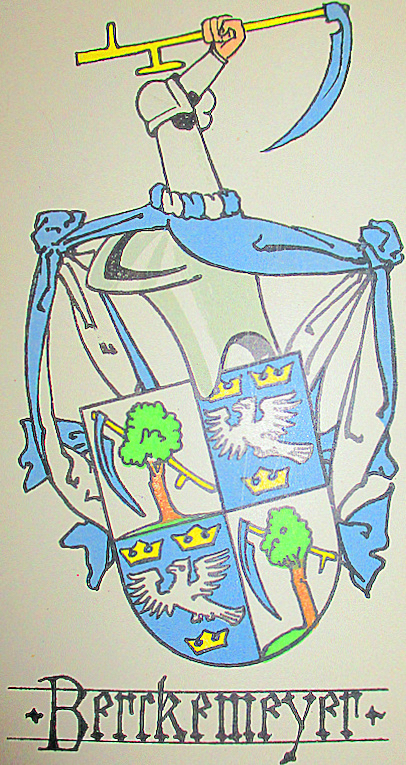
Wappen der Familie Berckemeyer

### Herkunft und Ausbildung
Berckemeyer stammte aus einer wappenführenden bürgerlichen Industriellenfamilie und war der Sohn des Generaldirektors der Schwerter Eisenindustrie. Sein Vater Hermann sen. (1835–1903) stammte aus Tecklenburg nahe Lengerich, wo die Familie noch heute ansässig ist. Nach dem Besuch des Gymnasiums, das er mit dem Abitur abschloss, schlug Hermann Berckemeyer eine kaufmännische Ausbildung ein. Im Anschluss studierte er Politik- und Wirtschaftswissenschaften. 
Danach reiste er für ein Jahr nach England. Später nahm er aktiv am Ersten Weltkrieg teil und war danach Reservemajor der preußischen Gardeinfanterie.

## Wirken
Nachdem Berckemeyer in das Deutsche Reich zurückgekehrt war, beteiligte er sich an mehreren Fabriken der Isolierindustrie, insbesondere wurde er Teilhaber der Firma Willich in Dortmund, die sich mit der Fabrikation von Isoliermaterialien beschäftigte und gleichzeitig Großhandlung für Industriebedarf und Bergwerksmaschinen sowie für Kälte- und Wärmeschutzanlagen war. 
Hermann Berckemeyer wurde Vorsitzender der Verbandes für Isolierfirmen für Rheinland und Westfalen. Er war im Aufsichtsrat verschiedener Aktiengesellschaften und lebte in Dortmund, Moltkestraße 24. In der Reichsgruppe Industrie leitete er die Fachunterabteilung Isolierbetriebe.
1926 erwarb er ein Patent für die Herstellung eines Schleifmittel unter Verwendung von Lehm.

### Mitgliedschaften
Berckemeyer war Mitglied des Rheinisch-Westfälischen Automobil-Clubs in Düsseldorf und der Deutschen Dendrologischen Gesellschaft. 1925 bis 1933 war er auch Mitglied der IHK Dortmund.

## Persönliches
Berckemeyer war mit  der Tochter des Firmengründers der  Firma Willich, Martha Willich, verheiratet. Der Industriejurist Hans Berckemeyer war sein Bruder.

## Anmerkung
Hermann Berckemeyer darf nicht mit seinem gleichnamigen Neffen, dem Lederfabrikanten und Unternehmer Hermann Berckemeyer († 1971) aus Mülheim an der Ruhr verwechselt werden, der 1938 Besitzer des Schlosses Wilhelmsburg im thüringischen Barchfeld wurde und dort eine Fabrikation einrichtete.